# Lirim Kastrati (football, janvier 1999)
Lirim Kastrati, né le 16 janvier 1999 à Kosovska Kamenica au Kosovo, est un footballeur international kosovar, qui évolue au poste d'ailier droit au Fehérvár FC.

## Biographie

### Carrière en club
Né à Kosovska Kamenica, au Kosovo, Lirim Kastrati grandit à Ogošte. Dans son enfance, il élève notamment des vaches dans son petit village, sa famille étant engagée dans la production de lait et de produits laitiers. Il joue notamment avec le club albanais du Shkëndija Tirana avec les équipes de jeunes, avant de rejoindre en 2017 la Croatie en signant au Lokomotiva Zagreb. Il joue son premier match en professionnel le 17 février 2018, face au NK Istra 1961, contre qui son équipe s'incline (1-0). Le 10 mars 2018, lors de son deuxième match seulement, Lirim Kastrati inscrit ses deux premiers buts en professionnel et délivre une passe décisive, permettant à son équipe de s'imposer sur le score de quatre buts à un face au Dinamo Zagreb.
Le 16 septembre 2016, Kastrati inscrit le premier triplé de sa carrière, lors de la victoire de son équipe face au NK Slaven Belupo (2-5).
Lors de la saison 2019-2020, il se met en évidence en étant l'auteur de trois doublés en championnat. 
Le 17 février 2020, Kastrati signe au Dinamo Zagreb, qui le laisse toutefois jusqu'à la fin de la saison au Lokomotiva.
Le 1er septembre 2021, Kastrati rejoint la Pologne pour s'engager en faveur du Legia Varsovie.
Laissé libre par le Legia Varsovie, Lirim Kastrati rejoint la Hongrie et le Fehérvár FC le 29 août 2022. Il s'engage pour un contrat courant jusqu'en juin 2025.
Kastrati inscrit son premier but pour le club le 6 novembre 2022, lors d'une rencontre de championnat face au Ferencváros TC. Il est titulaire et les deux équipes se neutralisent (2-2 score final).

### Carrière internationale
Avec l'équipe du Kosovo espoirs, il délivre une passe décisive contre la république d'Irlande en septembre 2018. Ce match nul (1-1) entre dans le cadre des éliminatoires de l'Euro espoirs 2019. Par la suite, en juin 2019, il inscrit un but contre la Turquie. Ce match gagné 3-1 entre dans le cadre des éliminatoires de l'Euro espoirs 2021.
Lirim Kastrati honore sa première sélection avec l'équipe nationale du Kosovo le 11 octobre 2018 face à Malte. Il entre en jeu lors de cette rencontre qui se solde par la victoire des siens (3-1).

## Palmarès
Dinamo Zagreb
- Champion de Croatie en 2021 et 2022.